# Броніславівка
Броніславівка (пол. Bronisławówka) — німецька колонія, яка знаходилася на захід від сучасного села Метенів (Зборівський район Тернопільської області). Поблизу знаходилася інша німецька колонія — Казимирівка (сьогодні село Кам'янисте, Золочівського району Львівщини).

## Заснування
Колонію було засновано 1838 року в Золочівській окрузі Королівства Галичини і Володимирії. Сюди (як і в сусідню колонію Казимирівка) заселилися німці-євангелісти з Пфальцу.

## Історія
У 1880 р. у Броніславівці налічувалось 18 домів і 92 жителі. В німців-євангелістів був парафіяльний храм у Львові. 1872 року в колонії було закладено школу євангелістів із німецькою мовою навчання. Власний храм було згодом зведено при дорозі з Золочева на Тернопіль.
У Географічному словнику Королівства Польського вказано, що в колонії був філіал львівської парафії євангелістів.
У міжвоєнний період до 1934 року колонія утворювала окрему сільську ґміну, яка 1 серпня 1934 року в рамках реформи самоврядування на підставі нового закону про Самоврядування (23 березня 1933 року) увійшла до нової сільської гміни Плугів (Золочівський повіт Тернопільського воєводства)
У колонії були добре розвинені різні допоміжні промисли. Наприклад, Броніславівка виділялася своїми пасіками. Також в колонії діяло єдине відоме (в наш час) німецьке мисливське товариство в Галичині. Броніславівське товариство (куди входили і жителі Казимирівки) згадується під 1922 роком. Зокрема збереглася його печатка.
Після радянської окупації Західної України жителів колонії були репатрійовано до Німеччини. Будинки села, кірху Броніславівки, по відповідній вказівці партійних органів району, розібрав і вивіз районний уряд. На місці села залишилось сільське кладовище, яке з часом було сплюндроване.